# Frauke Hundeling

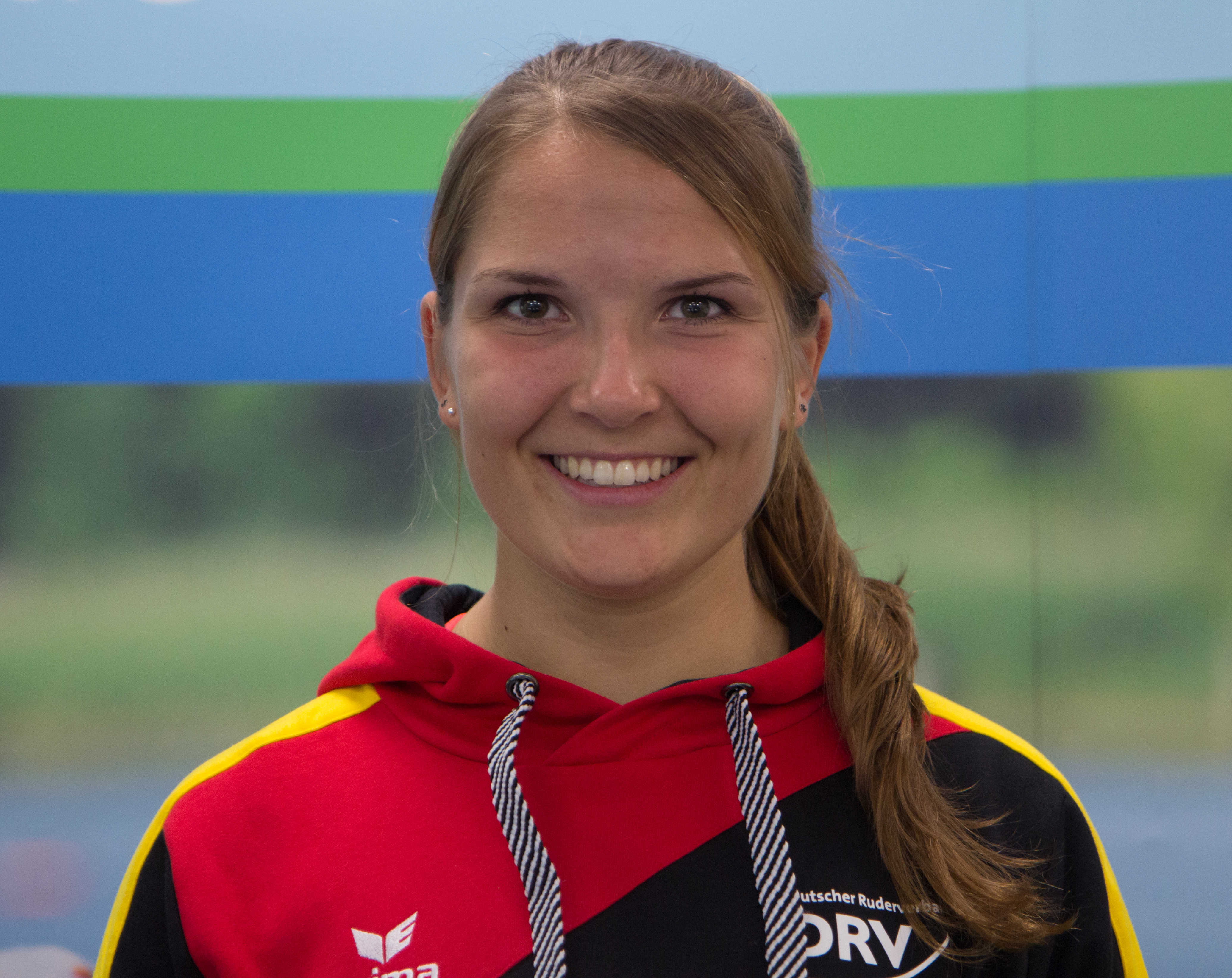
Frauke Hundeling (2017)

Frauke Hundeling (* 27. Juni 1995 in Bramsche) ist eine deutsche Ruderin. Ihr größter Erfolg war der Europameistertitel im Doppelvierer 2017.

## Leben
Frauke Hundeling belegte bei den Junioren-Weltmeisterschaften 2012 den sechsten Platz mit dem Vierer ohne Steuerfrau. 2013 ruderte sie im Doppelvierer und gewann die Bronzemedaille. 2014 belegte der deutsche Doppelvierer mit Michaela Staelberg, Carlotta Nwajide, Frauke Hundeling und Carina Böhlert den vierten Platz bei den U23-Weltmeisterschaften im Rudern. 2015 traten Hundeling und Nwajide im Doppelzweier an und wurden Sechste. 2016 gewann der deutsche Doppelvierer mit Frauke Hundeling, Anne Beenken, Juliane Fralisch und Michaela Staelberg die Silbermedaille bei den U23-Weltmeisterschaften.
Bei den Europameisterschaften 2017 in Račice u Štětí siegte der deutsche Doppelvierer mit Daniela Schultze, Charlotte Reinhardt, Frauke Hundeling und Frieda Hämmerling. In der gleichen Besetzung erreichte die Crew den vierten Platz bei den Weltmeisterschaften 2017. 2018 trat der deutsche Doppelvierer bei den Europameisterschaften in Glasgow in der Besetzung Julia Leiding, Frauke Hundeling, Julia Lier und Constanze Duell an und belegte den neunten Platz. Hundeling wechselte 2019 in den Achter, der bei den Weltmeisterschaften in Linz/Ottensheim auf den zehnten Platz fuhr. Bei den Europameisterschaften 2020 konnte sie im Achter die Silbermedaille gewinnen, hinter den Rumäninnen. Bei den olympischen Spielen 2024 war sie als Ersatzfrau für den Doppelvierer dabei, kam aber beim Gewinn der Bronzemedaille nicht zum Einsatz.
Frauke Hundeling rudert für den Deutschen Ruder-Club von 1884 in Hannover.